# Byport
En byport er en port, som fører ind i en by, ofte gennem en bymur. I Danmark havde mange købstæder før i tiden mindst én byport. I middelalderen indgik de som oftest som en del af byens befæstning, men under enevælden blev deres funktion tæt knyttet til opkrævning af told, den såkaldte accise, der fra 1660 blev opkrævet til købstadens kasse (fra 1672 kaldet portkonsumptionen). Da portkonsumptionen blev afskaffet i 1852, begyndte byportene også at forsvinde.
Middelalderlige danske byporte findes i dag kun i Faaborg (Vesterport) og Stege (Mølleporten), samt i Flensborg, i dag i Tyskland, mens yngre porte er bevaret i Fredericia (Prinsens Port og Danmarks Port) og Nyborg (Landeporten).